# Cuarta División de Chile 2000
El Campeonato Nacional de Cuarta División de Chile de 2000 fue la edición número 18 del torneo de la categoría.
Participaron 22 equipos, que jugaron en un sistema de todos-contra-todos agrupados en dos grupos: Norte y Sur en una primera fase. Terminada esta fase, cinco primeros equipos pasarán a una segunda fase, para definir a los cuatro semifinalistas, de donde saldrán los dos ascensos a Tercera División para el año 2001.
Municipal Nogales Melón resultó ser el campeón de esta edición, y con esto, ascendió a la Tercera División. Acompañándolo, también ascendió Manuela Figueroa como subcampeón.

## Primera fase
En la primera fase los 22 equipos se distribuyeron en tres grupos: Norte, Centro Sur. Los cuatro primeros de cada grupo pasarán a la Segunda Fase, para definir a los semifinalistas, desde donde saldrá el campeón de la Cuarta División. 

### Grupo Norte
| Pos | Equipo                  | PJ | PG | PE | PP | GF | GC | Dif | Pts |
| --- | ----------------------- | -- | -- | -- | -- | -- | -- | --- | --- |
| 1   | Municipal Nogales Melón | 21 | 14 | 3  | 4  | 55 | 18 | +37 | 45  |
| 2   | Manuela Figueroa        | 21 | 12 | 3  | 6  | 40 | 19 | +21 | 39  |
| 3   | Cristo Salva C.V.       | 21 | 9  | 6  | 6  | 41 | 33 | +8  | 33  |
| 4   | Concón National         | 21 | 10 | 3  | 8  | 42 | 37 | +5  | 33  |
| 5   | Quintero Unido          | 21 | 7  | 8  | 6  | 40 | 40 | 0   | 29  |
| 6   | Unión Til Til           | 21 | 8  | 1  | 12 | 37 | 41 | -4  | 25  |
| 7   | Deportivo Riquelme      | 21 | 6  | 5  | 10 | 37 | 48 | -11 | 23  |
| 8   | Defensor Casablanca     | 21 | 3  | 1  | 19 | 16 | 74 | -58 | 10  |

### Grupo Centro
| Pos | Equipo                | PJ | PG | PE | PP | GF  | GC | Dif  | Pts |
| --- | --------------------- | -- | -- | -- | -- | --- | -- | ---- | --- |
| 1   | Colo Colo Junior      | 21 | 20 | 1  | 0  | 121 | 14 | +107 | 61  |
| 2   | Tricolor Municipal    | 21 | 13 | 2  | 6  | 54  | 51 | +3   | 41  |
| 3   | Juventud Puente Alto  | 21 | 9  | 5  | 7  | 43  | 45 | -2   | 32  |
| 4   | Estrella de Chile     | 21 | 9  | 4  | 8  | 51  | 53 | -2   | 31  |
| 5   | Deportes San Bernardo | 21 | 9  | 3  | 9  | 38  | 42 | -4   | 30  |
| 6   | Proyecto XXI          | 21 | 6  | 4  | 11 | 30  | 43 | -13  | 22  |
| 7   | Deportes Quilicura    | 21 | 5  | 3  | 13 | 27  | 55 | -28  | 18  |
| 8   | Esperanza Joven       | 21 | 1  | 2  | 19 | 30  | 91 | -61  | 5   |

### Grupo Sur
| Pos | Equipo             | PJ | PG | PE | PP | GF | GC | Dif | Pts |
| --- | ------------------ | -- | -- | -- | -- | -- | -- | --- | --- |
| 1   | Lautaro de Molina  | 15 | 8  | 5  | 2  | 24 | 11 | +13 | 29  |
| 2   | Arturo Prat        | 15 | 7  | 2  | 6  | 18 | 23 | +5  | 23  |
| 3   | Luis Matte Larraín | 15 | 5  | 6  | 4  | 32 | 21 | +11 | 21  |
| 4   | Orilla de Martínez | 15 | 5  | 6  | 4  | 18 | 16 | +2  | 21  |
| 5   | Provincial Curicó  | 15 | 5  | 3  | 7  | 18 | 20 | -2  | 18  |
| 6   | Los Cachorros      | 15 | 3  | 2  | 10 | 17 | 36 | -19 | 8   |

|  | Clasifica a la Segunda fase. |

## Segunda fase
En esta segunda fase saldrán los cuatro equipos que disputarán los ascensos. Son tres grupos de 4 elencos cada uno, donde los dos primeros pasan a la siguiente etapa

### Grupo A
| Pos | Equipo                  | PJ | PG | PE | PP | GF | GC | Dif | Pts |
| --- | ----------------------- | -- | -- | -- | -- | -- | -- | --- | --- |
| 1   | Municipal Nogales Melón | 6  | 4  | 1  | 1  | 13 | 8  | +5  | 13  |
| 2   | Concón National         | 6  | 3  | 3  | 0  | 11 | 5  | +6  | 12  |
| 3   | Juventud Puente Alto    | 6  | 1  | 1  | 4  | 11 | 14 | -3  | 4   |
| 4   | Arturo Prat             | 6  | 1  | 1  | 4  | 6  | 14 | -8  | 4   |

### Grupo B
| Pos | Equipo                | PJ | PG | PE | PP | GF | GC | Dif | Pts |
| --- | --------------------- | -- | -- | -- | -- | -- | -- | --- | --- |
| 1   | Colo Colo Junior      | 6  | 6  | 0  | 0  | 30 | 10 | +20 | 18  |
| 2   | Cristo Salva C.V.     | 6  | 2  | 2  | 2  | 14 | 13 | +1  | 8   |
| 3   | Luis Matte Larraín    | 6  | 2  | 1  | 3  | 13 | 20 | -7  | 7   |
| 4   | Deportes San Bernardo | 6  | 0  | 1  | 5  | 7  | 21 | -14 | 1   |

### Grupo C
| Pos | Equipo             | PJ | PG | PE | PP | GF | GC | Dif | Pts |
| --- | ------------------ | -- | -- | -- | -- | -- | -- | --- | --- |
| 1   | Manuela Figueroa   | 6  | 4  | 0  | 2  | 13 | 5  | +8  | 14  |
| 2   | Lautaro de Molina  | 6  | 3  | 1  | 2  | 10 | 7  | +3  | 10  |
| 3   | Orilla de Martínez | 6  | 2  | 1  | 3  | 10 | 11 | -1  | 7   |
| 4   | Tricolor Municipal | 6  | 0  | 0  | 6  | 8  | 18 | -10 | 0   |

|  | Clasifica a la Fase final |

## Cuadrangular final
Los cuatro elencos clasificados juegan 3 partidos alternando localía, en donde el mejor de todo saldrá campeón.
| Pos | Equipo                  | PJ | PG | PE | PP | GF | GC | Dif | Pts |
| --- | ----------------------- | -- | -- | -- | -- | -- | -- | --- | --- |
| 1   | Municipal Nogales Melón | 3  | 2  | 1  | 0  | 4  | 1  | +3  | 7   |
| 2   | Manuela Figueroa        | 3  | 1  | 1  | 1  | 4  | 3  | +1  | 4   |
| 3   | Cristo Salva C. V.      | 3  | 0  | 3  | 0  | 6  | 6  | 0   | 3   |
| 4   | Concón National         | 3  | 0  | 1  | 2  | 3  | 7  | -4  | 1   |

| Campeón Municipal Nogales Melón Asciende a Tercera División |